# Дарманен, Жеральд
Жера́льд Дармане́н (фр. Gérald Darmanin; род. 11 октября 1982, Валансьен) — французский политик, депутат Национального собрания Франции. Государственный министр, Хранитель печатей, Министр юстиции Франции с 23 декабря 2024 года.
Член партии Республиканцы (исключён после вхождения в правительство Эдуара Филиппа). Министр общественных средств (2017—2020), министр внутренних дел (2020—2024).

## Биография
Родился 11 октября 1982 г. в Валансьене (департамент Нор). По образованию — юрист, окончил Институт политических исследований в Лилле.
Дарманен возглавлял предвыборный штаб депутата Кристиана Ваннеста на Парламентских выборах 2007 года и муниципальных выборах 2010 года. Был избран в состав городского совета города Туркуэн, а после ухода Ваннеста возглавил в нем фракцию Союза за народное движение. В 2010 году по списку СНД был избран в состав Регионального совета Нор-Па-де-Кале.
Близкий соратник олимпийского чемпионата по дзюдо Давида Дуйе, Дарманен возглавлял его предвыборную кампанию в 2009 году, а после назначения Дуйе министром спорта в сентябре 2011 года возглавил его аппарат. Во время выборов в Национальное собрание 2012 г. сменил своего бывшего шефа Кристиана Ваннеста в роли кандидата от Союза за народное движение по 10-му избирательному округу департамента Нор и выиграл голосование, получив во 2-м туре 54,88 % голосов.
При выборе Председателя Национального собрания 26 июня 2012 года в числе шести самых молодых депутатов исполнял функции секретаря собрания.
На выборах мэра города Туркуэн в марте 2014 года возглавил правый блок и одержал победу во 2-м туре голосования, прервав 25-летний период пребывания у власти в городе социалистов.
В декабре 2015 года по списку правых Жеральд Дарманен был избран в Совет региона О-де-Франс, где занял пост 2-го вице-президента по вопросам транспорта и инфраструктуры. Из-за запрета совмещать более двух выборных должностей принял решение сдать мандат депутата Национального собрания.
17 мая 2017 года получил портфель министра общественных средств в правительстве Эдуара Филиппа.
21 июня 2017 года сохранил должность при формировании второго правительства Филиппа.
31 октября 2017 года Политическое бюро партии «Республиканцы» приняло решение об исключении из партии лиц, вошедших в действующее правительство, в том числе Дарманена.
25 ноября 2017 года объявил о вступлении в президентскую партию «Вперёд, Республика!».
23 мая 2020 года вновь избран мэром Туркуэна, но заявил о намерении совмещать эту должность с работой в правительстве.
6 июля 2020 года получил портфель министра внутренних дел при формировании правительства Кастекса.
29 августа 2020 года официально зарегистрировал в мэрии Туркуэна свой брак и в этот же день ушёл в отставку с должности мэра города, заявив, что обязанности министра внутренних дел не оставляют ему времени на другую работу.
20 мая 2022 года сохранил свою должность в правительстве Элизабет Борн.
4 июля 2022 года при формировании Второго правительства Борн получил в дополнение к портфелю министра внутренних дел обязанности министра заморских территорий.
11 января 2024 года сохранил должности при формировании правительства Атталя.
7 июля 2024 года вновь переизбран депутатом Национального собрания в своём 10-м округе департамента Нор, победив во втором туре с результатом 61,37 % кандидата от Национального объединения Бастьяна Вербрюгге (Bastien Verbrugghe).
21 сентября 2024 года сформировано правительство Барнье, в котором Дарманен не получил никакого назначения.
23 декабря 2024 года при формировании правительства Байру назначен министром юстиции в ранге государственного министра.
12 марта 2025 года, отвечая на заявления Марин Ле Пен об опасности исламского фундаментализма, Дарманен напомнил, что убийство Самюэля Пати и нападение на школу в Аррасе совершены российскими гражданами. По мнению Дарманена, «российская угроза и террористическая угроза» — «иногда одно и то же». После этого сестра Самюэля Пати Микаэла Пати обвинила французское правительство в подстраивании убийства её брата с целью обвинить Россию

## Политическая карьера
17.03.2008 — 29.03.2014 — член муниципального совета города Туркуэн 

21.03.2010 — 30.03.2014 — член Регионального совета Нор-Па-де-Кале 

18.06.2012 — 27.01.2016 — депутат Национального собрания Франции от 10-го избирательного округа департамента Нор 

30.03.2014 — 09.09.2017 — мэр города Туркуэн 

04.01.2016 — 17.05.2017 — вице-президент Совета региона О-де-Франс

17.05.2017 — 06.07.2020 — министр общественных средств Франции

23.05.2020 — 29.08.2020 — мэр города Туркуэн

с 06.07.2020 — министр внутренних дел Франции

## Юридическое преследование
28 января 2018 года прокуратура открыла по заявлению проститутки Софи Спатц дело против Дарманена по обвинению в изнасиловании её 17 марта 2009 года в номере отеля после совместного ужина в клубе. Свидание состоялось по инициативе Спатц — она рассчитывала заручиться поддержкой Дарманена в пересмотре судебного приговора 2004 года, который она считала несправедливым (её приговорили к двум годам заключения условно за угрозы и шантаж в отношении бывшего приятеля). Правительство официально поддержало министра.
13 февраля 2018 года прокуратура Парижа начала новое расследование против Дарманена по заявлению истицы, проживающей в Туркуэне, мэром которого в прошлом являлся Дарманен. Женщина обвинила министра в преступлении сексуального характера с использованием беспомощного состояния (abus de faiblesse), правительство вновь заявило о поддержке министра в противостоянии несправедливым обвинениям.
16 февраля прокуратура Парижа закрыла дело об изнасиловании по иску Софи Спатц, продолжив второе расследование.
9 июня 2020 года апелляционный суд Парижа постановил возобновить расследование против Дарманена по обвинениям Софи Паттерсон-Спатц (её настоящее имя — Ольга Паттерсон). 9 июля Дарманен, к этому времени назначенный министром внутренних дел, заявил в интервью RTL о наличии у него права на презумпцию невиновности.
14 мая 2021 года Дарманен принял участие в манифестации полицейских, требующих усиления ответственности за убийство полицейских (причиной демонстрации стали убийства двух сотрудников). Журналистка Одре Пульвар осудила министра за участие в акции, поддержанной крайне правыми, и 23 мая Дарманен сообщил о направлении им иска против Пульвар с обвинением в диффамации полиции. 24 мая Пульвар в свою очередь сообщила о выдвижении против Дарманена обвинения в оказании давления на кандидата в преддверии региональных выборов.